# 이닉스
이닉스(Inics Co. Ltd.)는 산업용 테이프, 산업용 접착제, 연마제, 흡음제 등의 자동차 부품과 수처리 기기 등을 제조하는 대한민국의 기업이다. 이닉스는 1984년에 설립, 대표이사는 강동호이며 본사는 부산광역시 해운대구 해운대로 191번길 16에 위치해 있다. 전기 자동차 배터리 모듈 소재부품의 국산화 공로로 강동호 대표가 은탑산업훈장을 수상한 바 있다 2014년부터 이차전지 분야로 눈을 돌렸다.
. 

## 상장
상장 주관사는 삼성증권으로 공모가 14,000원에 2024년 2월에 코스닥 시장에 상장할 예정이다

## 참고문헌
1. ↑  최은석, “자산관리 컨설팅, 이제 직접 찾아갑니다”…삼성증권 고액 자산가 브랜드 ‘SNI’, 한경비지니스, 2019년 3월 26일
2. ↑  김정희, 국내 배터리 부품 업체 이닉스, 美에 신규 공장 건설, 2023-08-04
3. ↑  윤진현, '소부장기업' 이닉스, 예심청구…오버행 우려 적다, 더벨, 2023년 6월 28일
4. ↑  조영미, ‘전기차 부품 국산화’ 이닉스 강동호 대표 은탑산업훈장, 부산일보, 2023-06-18
5. ↑  유정환, “이차전지 아이템 선제 개발…지역경제 기여하고파”, 국제신문, 2023-08-03
6. ↑  배동주, 이차전지 부품사 이닉스, 증권신고서 제출…내년 2월 코스닥 상장 목표, 조선비즈, 2023.12.08

## 같이 보기
- 케이엔에스
- 신흥에스이씨
- 상신이디피
- 영화테크
- 알루코
- 테이팩스